# كمال كيليج
كمال كيليج (بالتركية: Mustafa Kemal Kılıç)‏ هو لاعب كرة قدم ومدرب كرة قدم تركي في مركز الوسط، ولد في 25 أبريل 1956 في أضنة في تركيا. شارك مع منتخب تركيا تحت 21 سنة لكرة القدم. أما مع النوادي، فقد لعب مع آلتاي إزمير وأضنة سبور وأنقرة غوجو وكايسري سبور ونادي بشكتاش.

## وصلات خارجية
- كمال كيليج على موقع اتحاد تركيا (لاعب) (الإنجليزية)
- كمال كيليج على موقع اتحاد تركيا (مدرب) (الإنجليزية)
- كمال كيليج على موقع قاعدة بيانات كرة القدم.إي يو (الإنجليزية)
- كمال كيليج على موقع عالم كرة القدم.نت (الإنجليزية)